# エディンバラ大学
座標: 北緯55度56分50.6秒 西経3度11分13.9秒 / 北緯55.947389度 西経3.187194度
エディンバラ大学（エディンバラだいがく、英: The University of Edinburgh）は、英国, スコットランドの首都エディンバラに所在する国立大学である。設立年は1583年と英語圏で六番目に古い大学であり、自然科学者のダーウィンが通っていた事でも有名である（中退）。オックスブリッジと共に古大学に所属する。

## 概要
QS世界大学ランキング2024では世界22位、全英5位、スコットランド首位。タイムズ・ハイヤー・エデュケーションでは、世界30位(2024)と位置付けられた。イギリスの大規模研究型大学群、ラッセル・グループに所属する国内最高峰の研究・教育機関の一つである。ヨーロッパの大学の提携組織であるコインブラ・グループ、ヨーロッパ研究大学連盟 (LERU) に加盟していることも特徴である。また、アイビーリーグやU15など米国やカナダの高等教育機関とも歴史的に深いつながりがあり、現在まで学術交流を盛んに行っている。
キャンパスはスコットランドの首都エディンバラにあり、国際連合教育科学文化機関（UNESCO）世界遺産として登録された旧市街の多くの建物がエディンバラ大学の所有物である。英国王室とのつながりも深く、エディンバラ公爵フィリップやアン王女も総長に就いたことがある。スコットランドでは四番目に長い歴史を持ち、現在に至るまでセント・アンドリューズ大学、グラスゴー大学、アバディーン大学と共にスコットランドの教育と政治を支えてきた。エディンバラ大学はスコットランド四大学の中でも随一の研究力を誇り、主要な世界大学ランキングや英国内における大学の研究評価(Research Excellence Framework)では研究力、影響力共にスコットランド首位を獲得している。
同校は啓蒙時代に優れた人材を輩出し、エディンバラは北のアテネと呼ばれるまでになった。これまでに21名のノーベル賞受賞者とアーベル賞受賞者1名を輩出している。主な卒業生に物理学者のマクスウェル、哲学者のヒューム、数学者のベイズ、医学者のリスター、小説家のコナン・ドイル、ウォルター・スコット、発明家のベル、第74代英国首相のゴードン・ブラウン、タンザニア初代首相のジュリウス・ニエレレがいる。中退ではあるが自然科学者のダーウィンも通っていた。

## 沿革

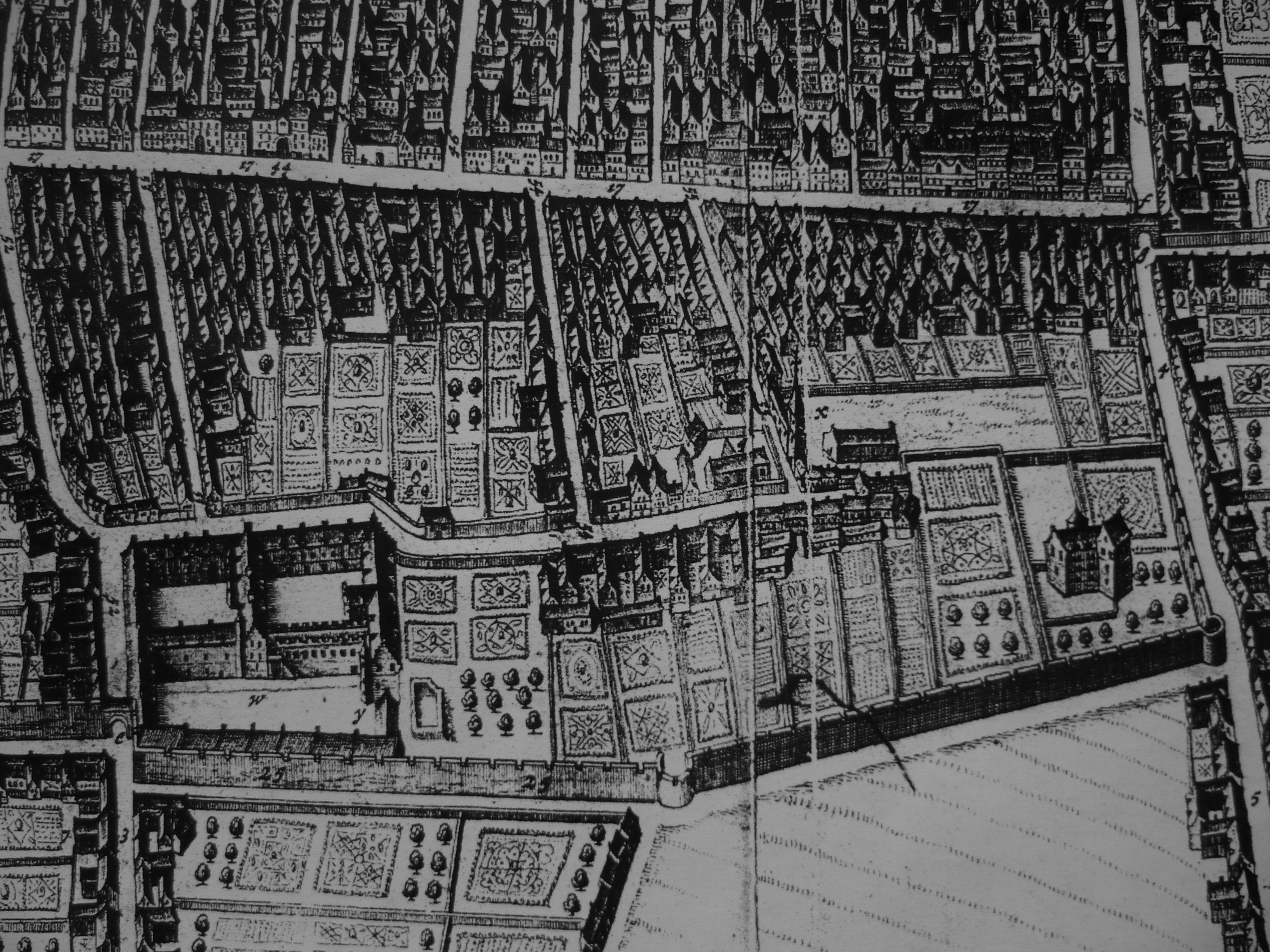
キングズ・ジェームズ・カレッジ1647年撮影

### 設立
エジンバラ大学設立の基金は、オークニー諸島カークウォールにある聖マグナス教会の司教Robert Reid（1558年没）の遺産が元となるはずであったが、遺族が総額の支払いを拒んだため、1582年、スコットランド王ジェームズ6世（のちのイングランド王ジェームズ1世）の勅許状によって、スコットランドの4つ目の大学として創設される。この当時は大学設立は教皇勅書によるものが一般的であったため、非常に珍しかった。また、勅許状の発布の翌年に市からの資金協力を得、初の都市型大学となった。当時既に経済的にも知名度も上であったイングランドには、大学が2つ（オックスフォード大学、ケンブリッジ大学）しか存在していなかった。18世紀になるまでにはデイヴィッド・ヒュームらの登場により、エディンバラ大学はヨーロッパ啓蒙時代を代表する大学として知られるようになる。

### 発展

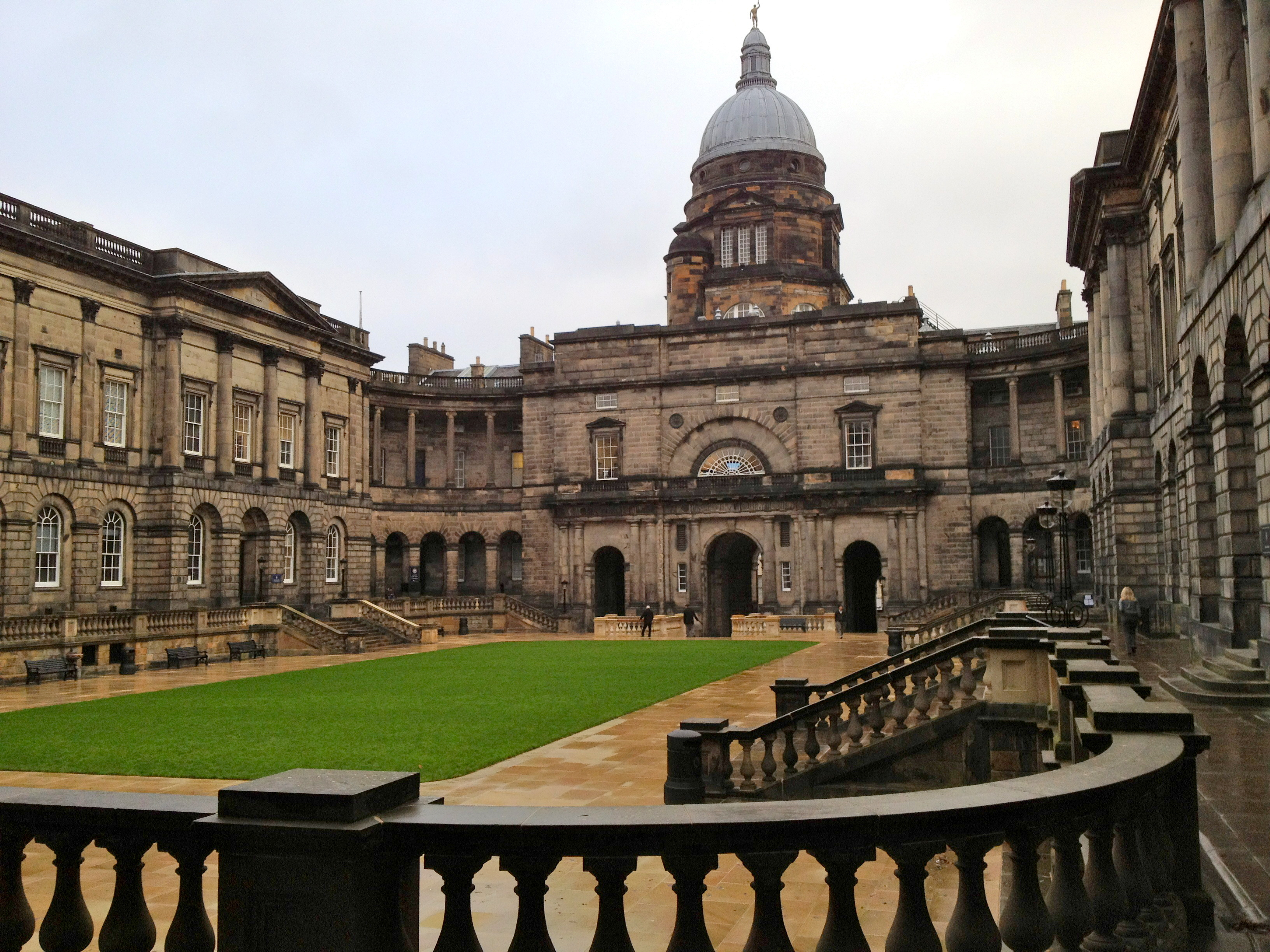
オールドカレッジ

建築家のロバート・アダムによって設計されたオールドカレッジは、ナポレオン戦争後にウィリアム・ヘンリー・プライフェアーによって建設された。現在は法学部のキャンパスとなっているオールドカレッジが完成する19世紀前半まで、エジンバラ大学には特定のキャンパスが存在しなかった。大学の初の授業は解剖学と外科学であった。

19世紀の終わりに差し掛かると、オールドカレッジは増加する学生の数を収容できなくなり、1875年にロバート・ロワンダ・アンダーソンが医学部棟の増設を決定し、1880年代後半にはマキューワン・ホールが完成した。ニューカレッジはもともとは1840年代にスコットランド自由教会として建設され、1920年代ごろより長く神学の研究拠点として機能していた。

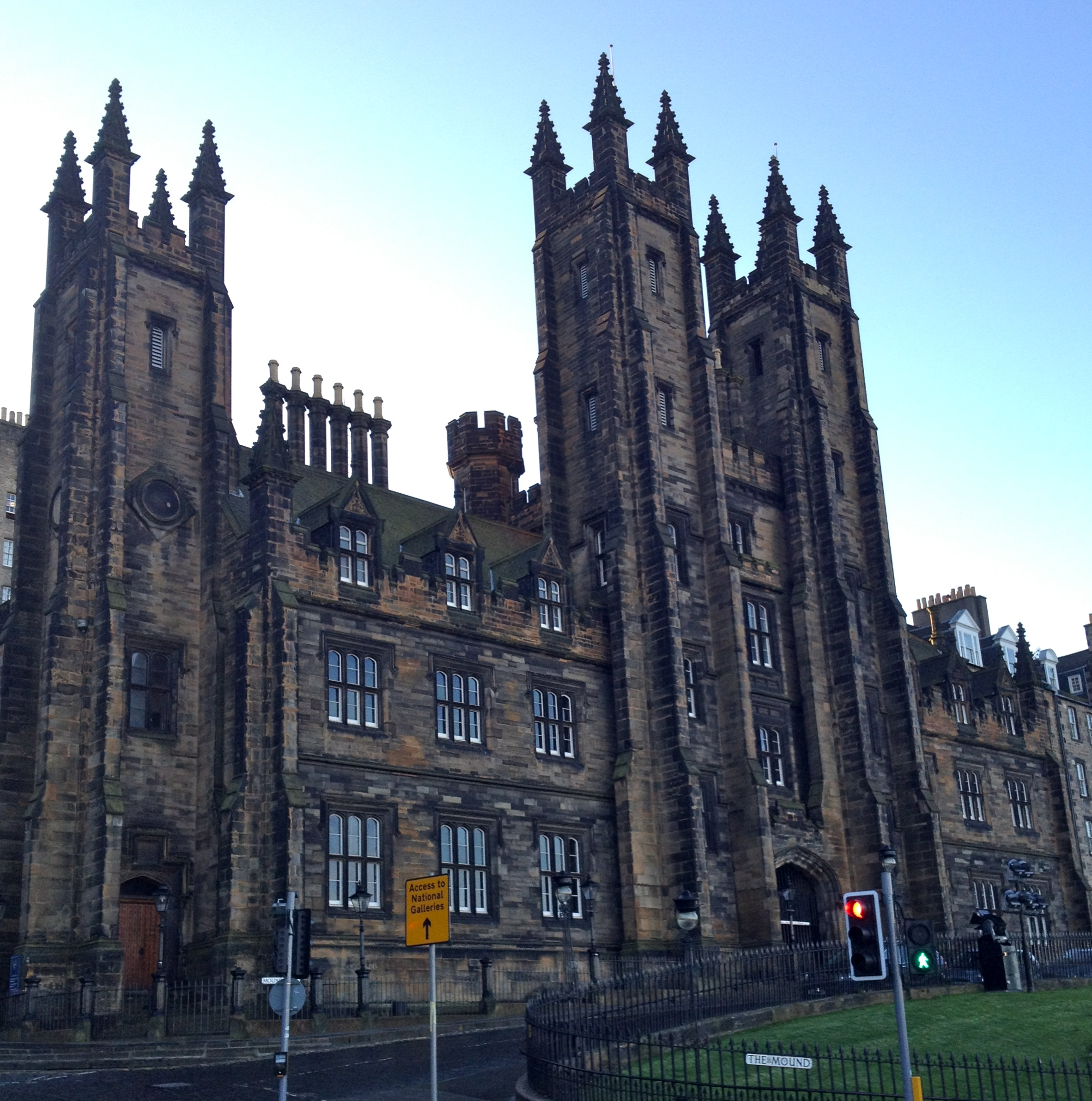
ニューカレッジ

エジンバラ大学の所有物件には近現代史において重要な建物が数多く存在する。スコットランドで最古、英国本島で二番目に古いコンサートホールであるSt Cecilia's concert Hall、世界で初めて学生団体用に建てられた建築物である、テヴィオット・ロー・ハウスなどがある。エジンバラ大学図書館は1580年に大学よりも三年早く建てられ、現在では二百万を超える蔵書を持つスコットランド最大の図書館となっている。これら蔵書の一部は、ヨーロッパ最大の付属図書館の一つであるエジンバラ大学メインライブラリーや各学部併設の図書館に収められている。

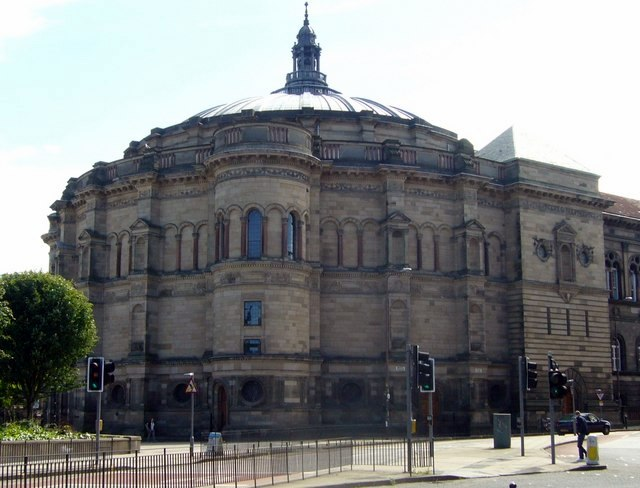
マキューワン・ホール

1884年にはエジンバラ大学学生代表委員会（Students' Representative Council、SRC）が、続いて1889年にはエジンバラ大学学生会（Edinburgh University Students' Association、EUSA）とエジンバラ大学自治会（the Edinburgh University Union、EUU）が設立された。また、1866年にはエジンバラ大学運動会（Edinburgh University Sports Union、EUSU）が設立されている。
2002年には3学部9学科に再編された。エジンバラ大学は厳密にはカレッジ制大学ではないが、現在は人文社会科学学部（HSS）、理工学部（SCE）、医学獣医学部（MVM）の3つの学部（College）に分かれている。この再編により各学部はある程度の自治性を有するようになり、学内システムや手続き諸事などが学部によって異なっている。2011年8月には、エディンバラ・カレッジ・オブ・アート（1907年設立）がエディンバラ大学に併合された。学期は基本的に2期制をとっている。

## 評価

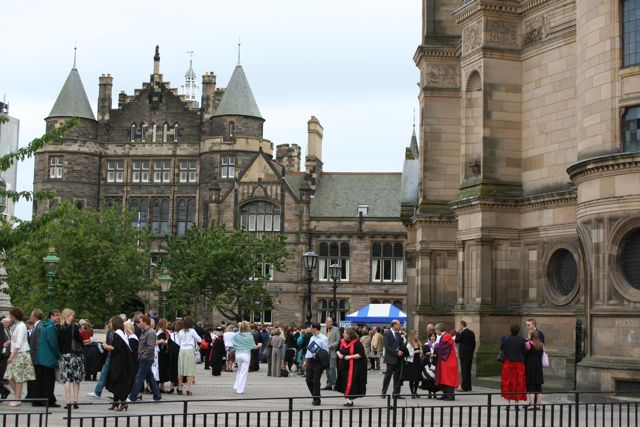
マキューワン・ホールで催される卒業式

2016-2017年度版QS世界大学ランキングではエディンバラ大学は、スコットランド1位、英国5位、世界19位にランク付けされている。2017年度タイムズ・ハイアー・エデュケーションでは、世界27位、英国で6位であった。
エディンバラ大学はラッセル・グループに所属しており、英国からはオックスフォード大学やケンブリッジ大学が参加しているコインブラ・グループやLERUにも加盟している。また、研究大学の国際的ネットワークであるUniversitas 21にも参加している。
2008年の英国の研究評価事業（RAE）では、世界有数の研究大学（スコットランド1位、英国5位）として高い評価を受けている。全体の約6割の研究領域が最高位（4*と3*）の評価を受けており、約3割が世界最高峰（“world-leading”）の評価を受けている。また、RAEによるとスコットランドで4*を受けた研究領域の37%がエディンバラ大学によるものであった。獣医学、情報学、言語学で最高位である4*の評価を受けており、芸術、化学、数学でも極めて高い評価を受けている。
2011年度版QS世界大学ランキングではエディンバラ大学は世界20位に、2011年度版タイムズ・ハイアー・エデュケーションでは世界36位、ヨーロッパ7位、英国5位の評価を受けている。上海交通大学の発行する世界大学学術ランキング2011年度版では、世界53位、ヨーロッパ14位、英国6位にランク付けされている。ガーディアンによる2012年度英国大学ランキングでは英国16位、インデペンデントによる2012年度大学ガイドでは13位、サンデー・タイムズでは27位、タイムズでは15位であった。
フィナンシャル・タイムズによるGlobal MBA Ranking 2012では、エディンバラ大学のMBAプログラムは世界83位、英国10位にランク付けされている。
|                                      | 2013 World/National | 2012 World/National | 2011 World/National | 2010 World/National | 2009 World/National | 2008 World/National | 2007 World/National | 2006 World/National | 2005 World/National | 2004 World/National | 2003 World/National |
| QS世界大学ランキング                 | 17th / 5th          | 21st / 5th          | 20th / 5th          | 22nd / 5th          | 20th / 5th          | 23rd / 5th          | 23rd / 5th          | 33rd / 5th          | 33rd / 5th          | 48th / 5th          | --                  |
| タイムズ・ハイアー・エデュケーション | 32nd / 5th          | 36th / 5th          | 40th / 5th          | 20th / 5th          | 23rd / 5th          | 23rd / 5th          | 33rd / 5th          | 33rd / 5th          | 48th / 5th          | --                  |                     |
| 世界大学学術ランキング               | 51st / 6th          | 51st / 6th          | 53rd / 6th          | 54th / 6th          | 53rd / 6th          | 55th / 6th          | 54th / 6th          | 52nd / 6th          | 49th / 5th          | 47th / 5th          | 43rd / 5th          |

## 組織

### 人文社会科学部

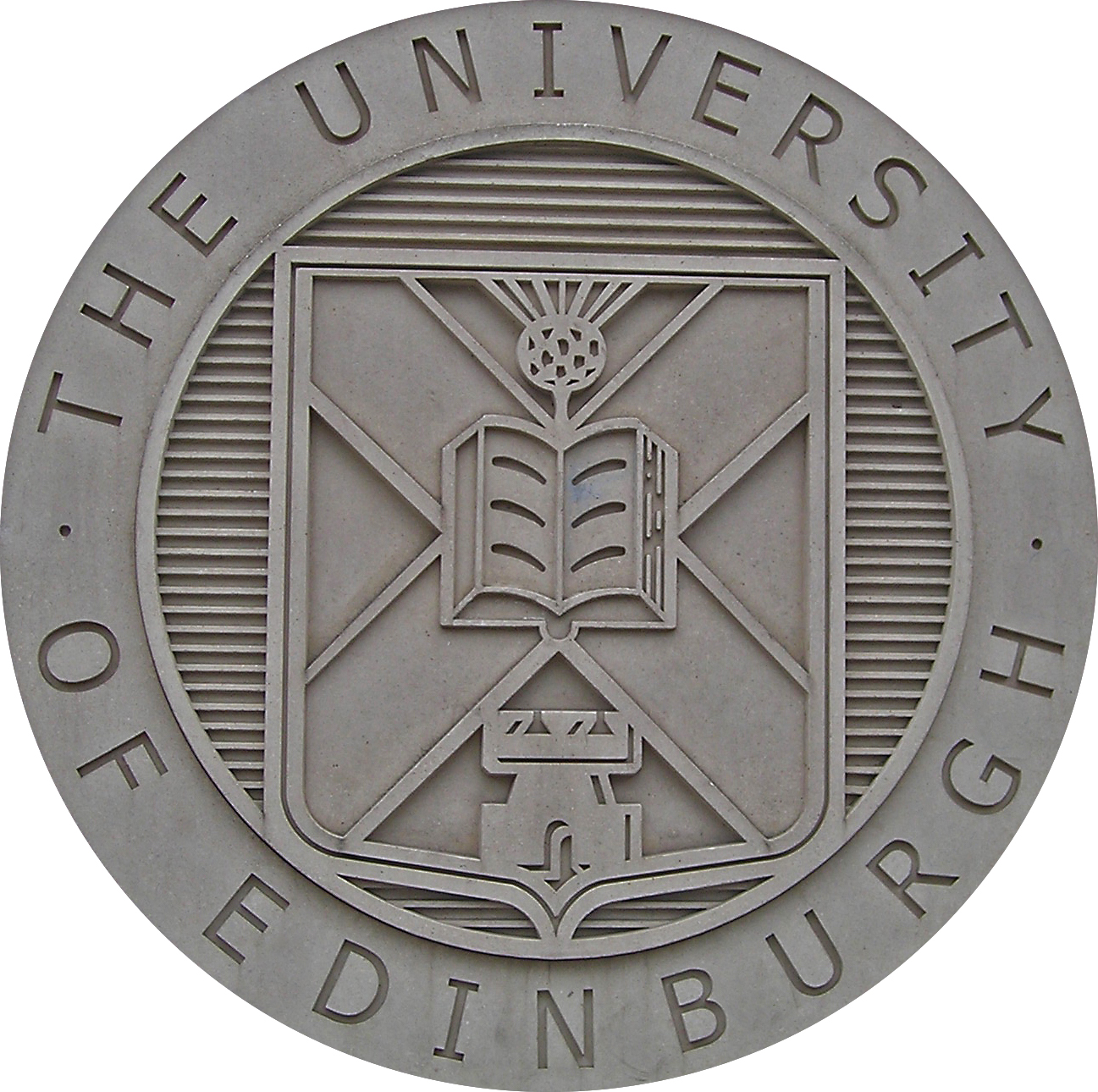
エディンバラ大学校章

人文科学・社会学部は3つの学部のうち最大の学部である。11の学科から成り、16,000人の生徒と1,460の職員が所属する。この規模ゆえに、広範な研究領域の確保と専門知識の蓄積が可能となっている。当学部には300以上の学部生向けコースがあり、200以上の大学院プログラムがある。2008年度版RAEでも評価された研究体制の質は、1,200人以上の研究者によって保持されている。
- Edinburgh School of Architecture and Landscape Architecture
- Edinburgh College of Art
- Business School
- School of Divinity
- School of Economics
- School of Health in Social Science
- School of History, Classics and Archaeology
- School of Law
- School of Literatures, Languages and Cultures
- Moray House School of Education
- School of Philosophy, Psychology and Language Sciences
- School of Social and Political Sciences
- The Office of Lifelong Learning

### 医学・獣医学部

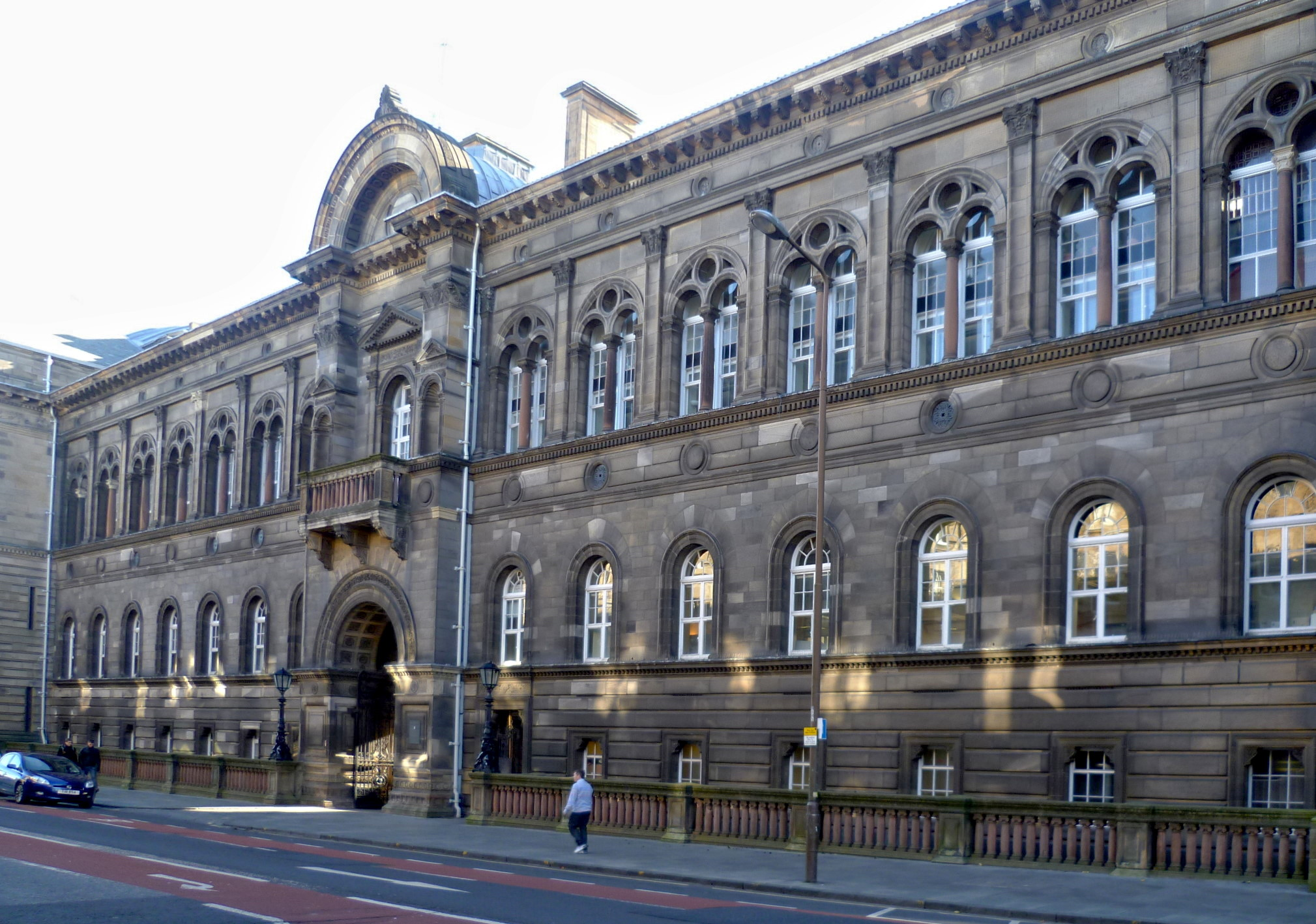
薬学部

医学・獣医学部は、世界有数の医学系研究機関として長い歴史を有する。RAEでは、医学研究領域は英国で最高位の評価を受けている。全ての研究領域で国際的水準との評価を受けており、40%が世界最高峰（"world-leading"）との評価を受けている。元は独立した8つの学部から成っていたが、1992年に4つの学部に再編され、2002年に現行の形に統合された。
- The School of Biomedical Sciences（生体医学科）
- The School of Clinical Sciences and Community Health（歯科・地域医療学科）
- The School of Molecular and Clinical Medicine（分子歯科医学科）
- Royal (Dick) School of Veterinary Studies（王立獣医学科）

### 理工学部

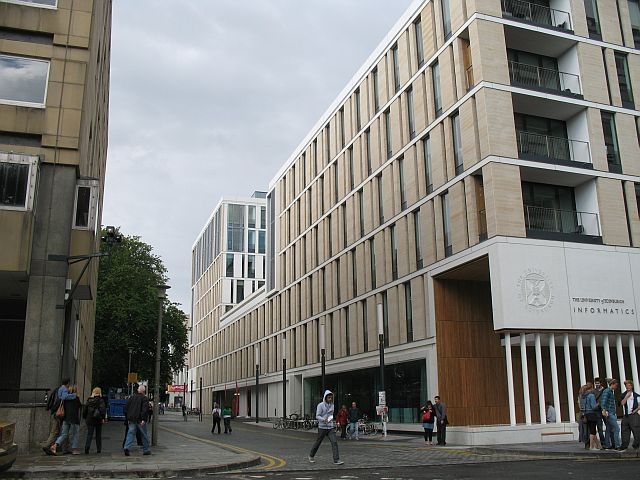
インフォマティクス・フォーラム

16世紀には科学は「自然哲学」として教えられていた。17世紀には数学と植物学の学科が設立され、18世紀には自然史、天文学、化学、農学の各学科が設立された。18世紀にはエディンバラ大学はスコットランド啓蒙時代の有力研究拠点となり、多くの科学者を輩出した。1785年には化学者ジョセフ・ブラックが二酸化炭素の存在を明らかにし、世界初の化学学会を設立した。19世紀には工学と地理学の学科が設立された。2002年に理工学部として再編された。
- The School of Biological Sciences（生物科学科）
- The School of Chemistry（化学科）
- The School of GeoSciences（地理科学科）
- The School of Engineering and Electronics（工学電子学科）
- The School of Informatics（情報学科）
- The School of Mathematics（数学科）
- The School of Physics（物理学科）

## 学生組織

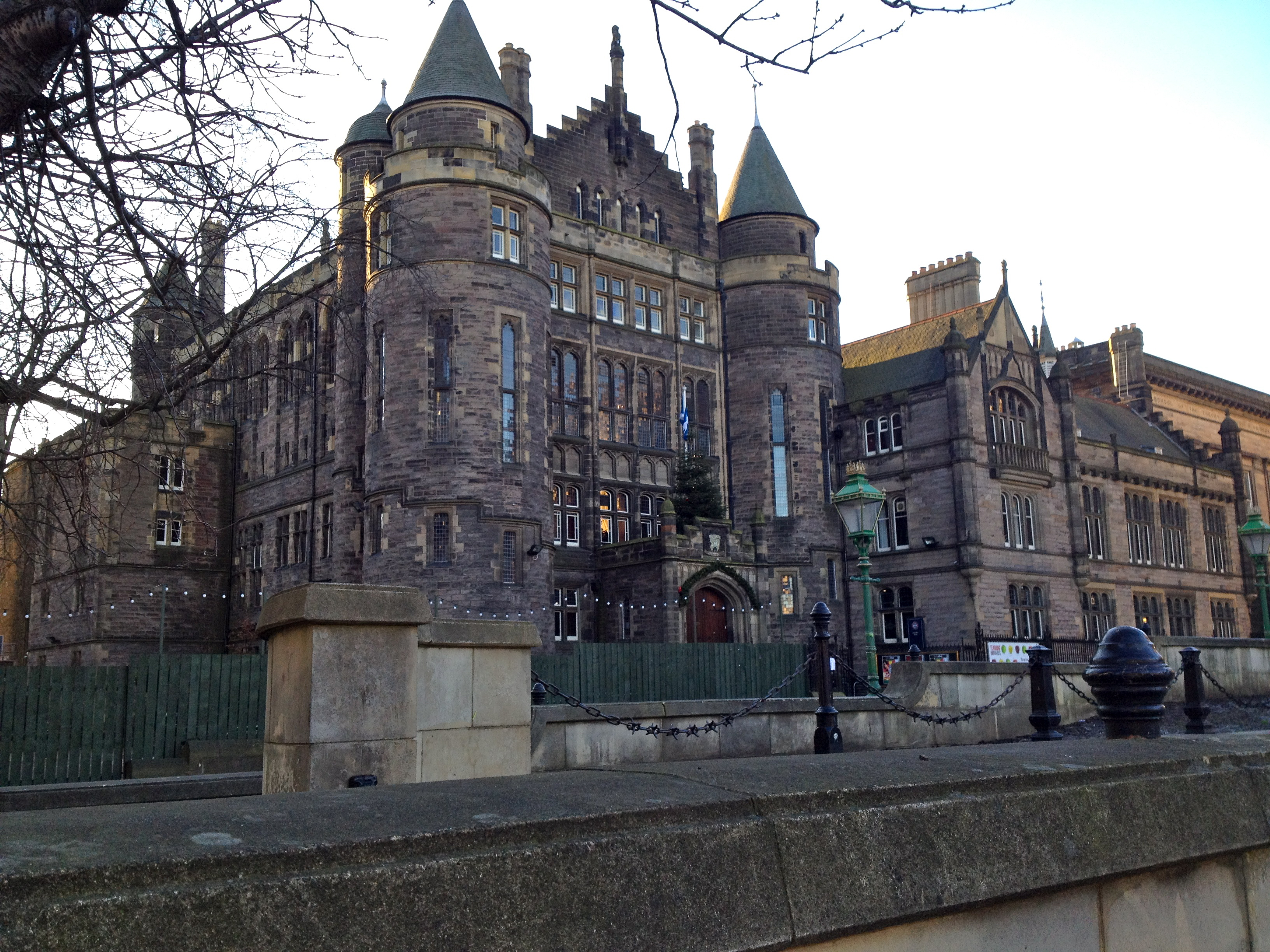
テヴィオット・ロー・ハウス

### 学生連盟
エディンバラ大学学生会（Edinburgh University Students' Association、EUSA）はエディンバラ大学学生代表委員会（Students' Representative Council:SRC）を母体としている。学生会は、テヴィオット・ロー・ハウスやポタロウ、キングス・ビルディングハウス、キャンパスに点在するカフェや売店を運営している。テヴィオット・ロー・ハウスは世界最古の学生会向けの建築物と言われている。エディンバラ大学学生代表委員会はエディンバラに222ある学生連盟の代表でもある。学生会の幹部職は会長と3人の副会長となっており、当学生会は英国学生連盟に加盟している。

### 学内紙
- Studentは1887年にロバート・ルイス・スティーヴンソンによって初めて発刊された週間新聞である。英国最古の学制新聞として知られ、2006年から2010年の間、Best Student Newspaper in Scotlandをグラスゴーの新聞社Heraldより受賞している。

- The Journalは2007年に初めて発刊された学内紙である。スコットランド最大の発行数を誇る学生紙であり、14,000部がエディンバラ市内の大学（ヘリオット・ワット大学、エディンバラ・ネピア大学、クイーン・マーガレット大学）に配布されている。

### スポーツ
エディンバラ大学には67のクラブがあり、サッカー部やラグビー部など英国伝統のスポーツのみならずコーフボール部やパラグライダー部といったクラブもある。これらクラブはエディンバラ大学スポーツ会（Edinburgh University Sports Union:EUSU）により運営されており、エディンバラ大学は2005年の英国スポーツ連盟大学ランキングでは5位、2007年には4位にランク付けされている。2008年の北京オリンピックでは、エディンバラ大学の卒業生と学生が4つのメダル（金メダル3つ、銀メダル1つ）を獲得している。サー・クリス・ホイはトラックレースにおいてトリプルクラウンを達成し、キャサリン・グレインジャーがボートで銀メダルを獲得している。

### 学生団体
エディンバラ大学には数多くの学生団体がある。環境と貧困の問題に取り組むPeople & Planetが最大である。国際開発を対象としたEdinburgh Global Partnershipsは1990年の設立より活動を続けている。

## 大学関係者

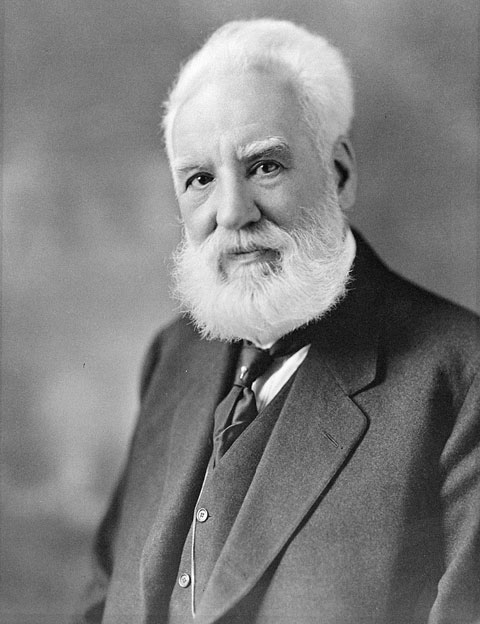
電話の発明者として知られるアレクサンダー・グラハム・ベル

主な大学関係者に
- 経済学者アダム・スミス
- ジェイムズ・ウィルソン
- ジョン・ウィザースプーン
- ゴードン・ブラウン
- ジョン・ラッセル
- ヘンリー・ジョン・テンプル
- トニー・ヘイワード
- アレクサンダー・グラハム・ベル
- ウィリアム・ランキン
- デイヴィッド・ヒューム
- チャールズ・ダーウィン
- イアン・ウィルマット
- ジェームズ・ハットン
- ロバート・ブラウン
- コリン・マクローリン
- トーマス・ベイズ
- ジョゼフ・リスター
- ジェームズ・シンプソン
- ピーター・ドハーティー
- ジョセフ・ブラック
- ダニエル・ラザフォード
- アレクサンダー・トッド
- ウィリアム・ヘンリー
- ジェームズ・クラーク・マクスウェル
- ディヴィッド・ブリュースター
- トマス・キブル
- ピーター・ガリス・テイト
- ピーター・ヒッグスチャールズ・バークラ
- マックス・ボルンイゴール・タム
- アーサー・コナン・ドイル
- ウォルター・スコット
- ロバート・ルイス・スティーヴンソン
- ジェームス・マシュー・バリー
- イアン・チャールソン
- ケネス・レイトン
- ジェームス・マクミラン
- ウィリアム・ワーズワース
- ウィリアム・ジャーディン
- ジェームス・マセソン
- ジョン・ボイド・ダンロップ
- ウィリアム・ウィリス

### 日本人関係者
日本にゆかりの深い関係者としては、昭和シェル石油グループCEOの亀岡剛、国際通貨基金アジア太平洋局長の斉藤国雄、言語学者の窪薗晴夫、言語学者の椎名美智、経営学者の原拓志、神学者の山内眞、経産官僚・評論家の中野剛志、教育社会学者の澤村信英、文化人類学者の國弘正雄がいる。
日本の外務省からは、英語研修組の新人外交官が1920年代から派遣されており、卒業生には朝海浩一郎（駐米大使）、佐藤行雄（国連大使）などがいる。
| エディンバラ大学の著名関係者 |
| --- |
| - アダム・スミス - デイヴィッド・ヒューム - ジェームズ・クラーク・マクスウェル - チャールズ・ダーウィン - ヘンリー・ジョン・テンプル - ジェームズ・ハットン - ジョゼフ・リスター - アーサー・コナン・ドイル - ロバート・ルイス・スティーヴンソン - ウォルター・スコット |

### エディンバラ大学出身の政治家

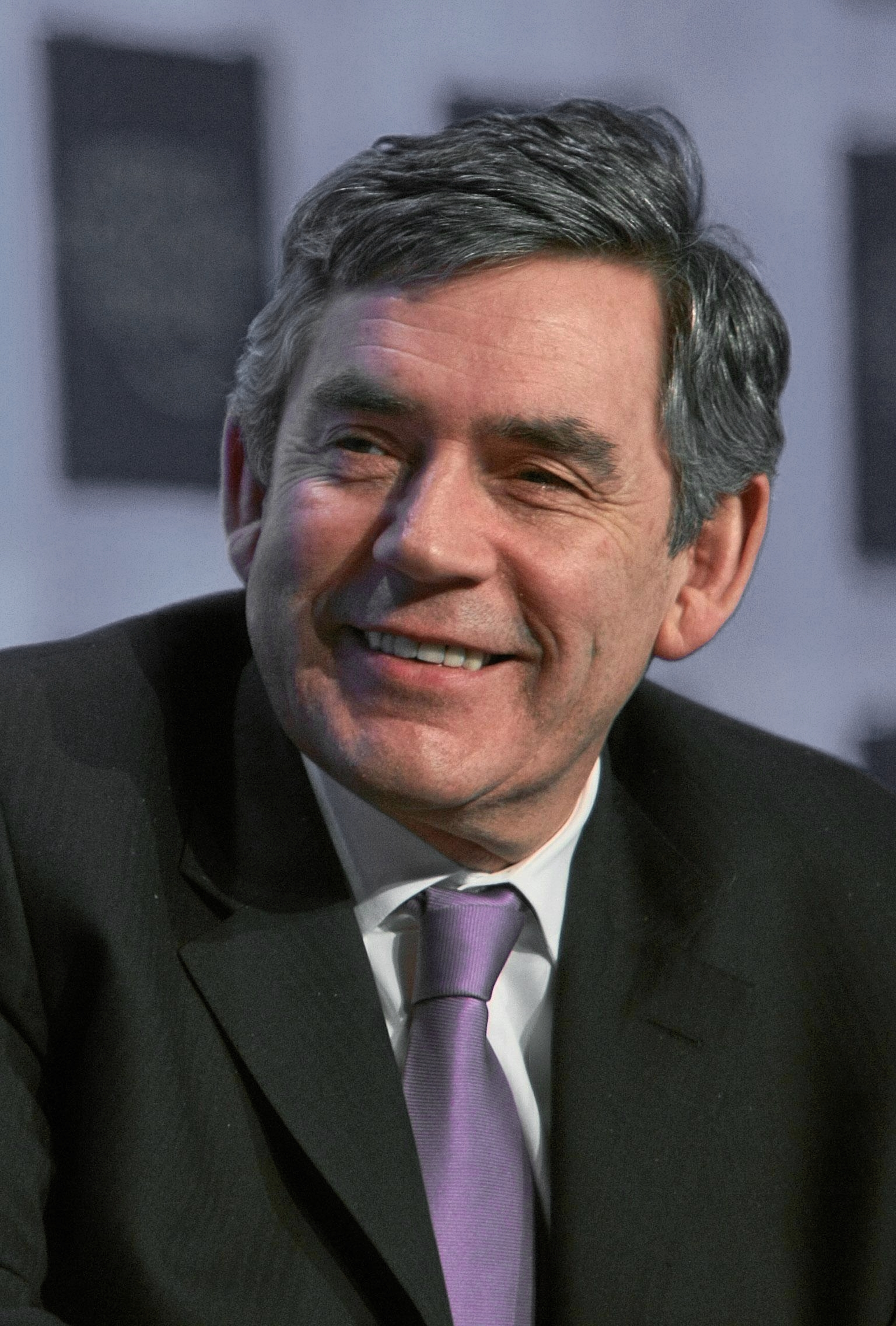
第74代英国首相ゴードン・ブラウン

| 国             | 出身者                           | 役職・在職期間                                  |
| -------------- | -------------------------------- | ----------------------------------------------- |
| カナダ         | チャールズ・タッパー             | カナダ首相 (1896年5月1日 - 1896年7月8日)        |
| マラウイ       | ヘイスティングズ・カムズ・バンダ | マラウイ大統領 （1966年 - 1994年）              |
| ニカラグア     | ウィリアム・ウォーカー           | ニカラグア大統領 （1856年 - 1857年）            |
| 韓国           | 尹潽善                           | 大韓民国大統領 （1960年 - 1962年）              |
| 韓国           | 張沢相                           | 大韓民国首相 (1952年5月6日 – 1952年10月6日)     |
| タンザニア     | ジュリウス・ニエレレ             | タンザニア大統領 （1964年 - 1985年）            |
| イギリス       | ゴードン・ブラウン               | 英国首相 （2007年 – 2010年）                    |
| イギリス       | ジョン・ラッセル                 | 英国首相 （1846年 - 1852年、1865年 – 1866年）   |
| イギリス       | ヘンリー・ジョン・テンプル       | 英国首相 （1855年 - 1858年、1859年 – 1865年）   |
| アメリカ合衆国 | アーサー・セントクレア           | 米国連合会議議長 (1787年2月2日 - 1787年11月4日) |

## キャンパス

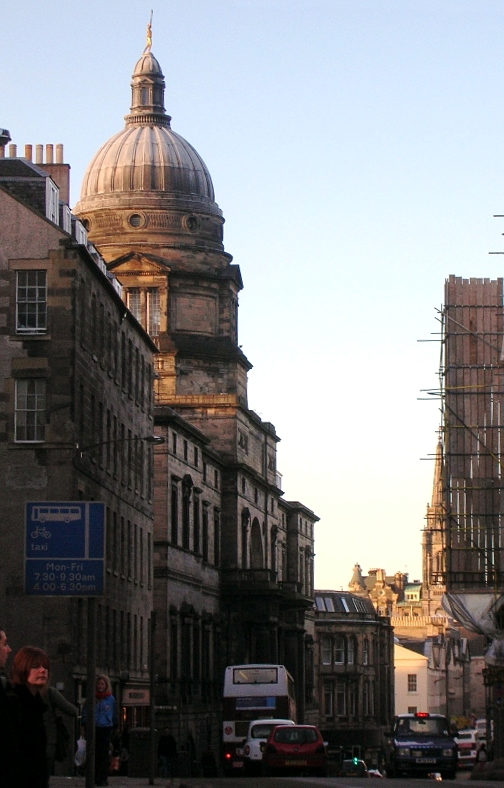
オールドカレッジ
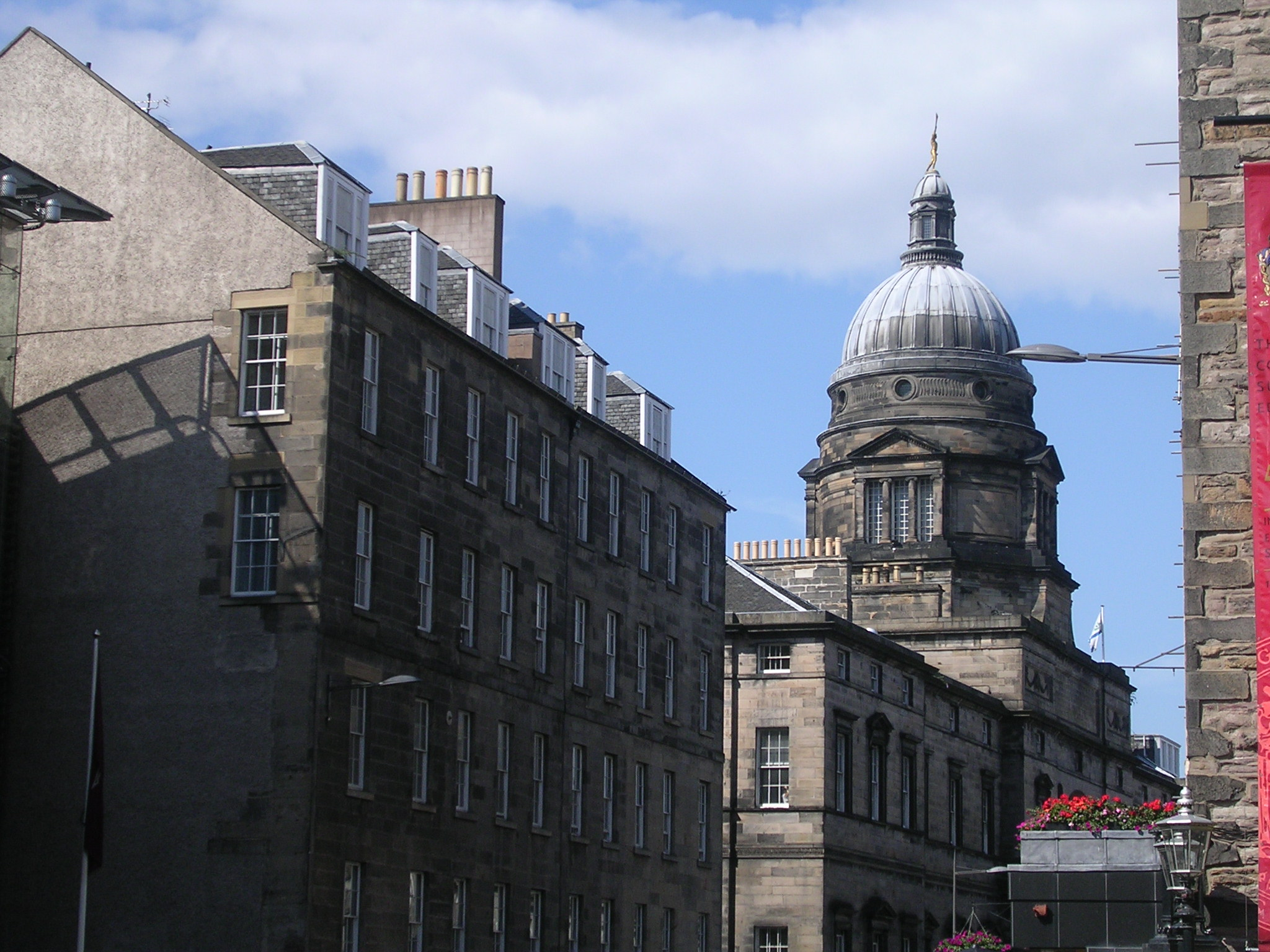
オールドカレッジドーム
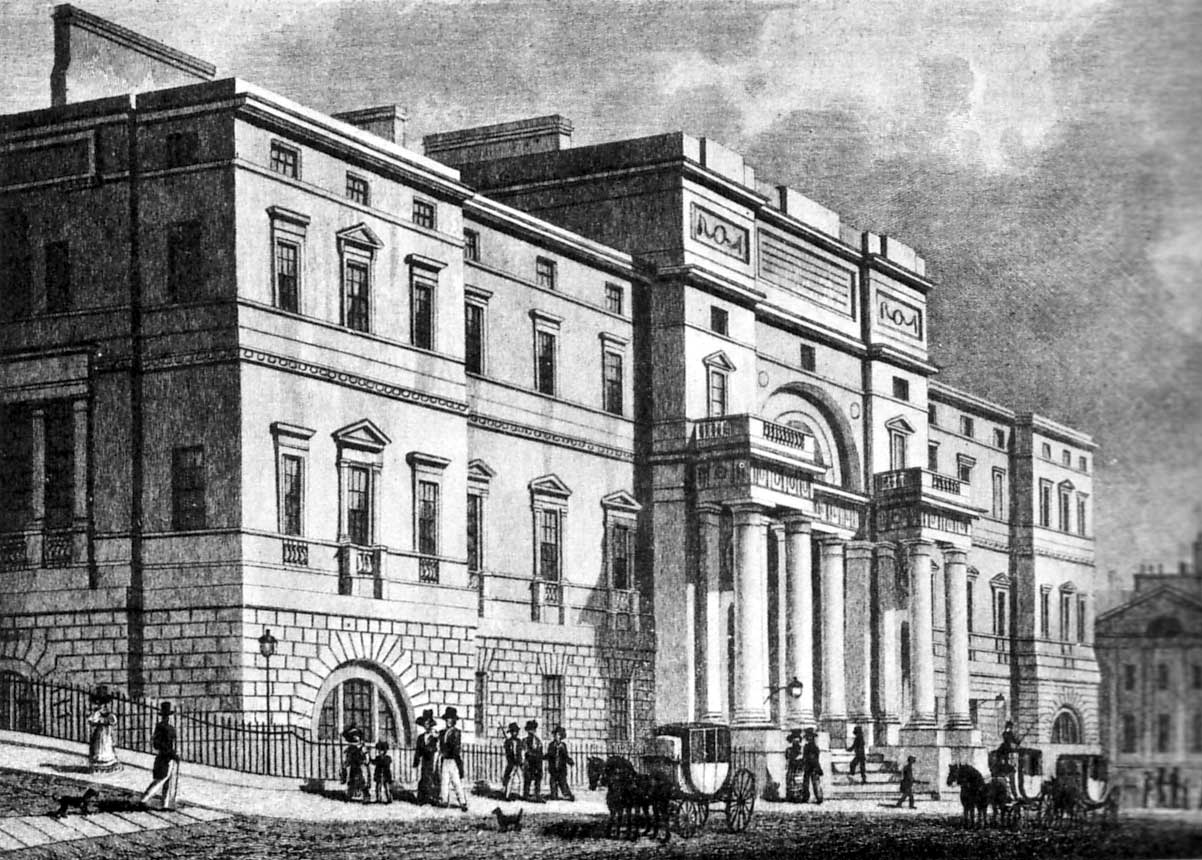
オールドカレッジ東入口
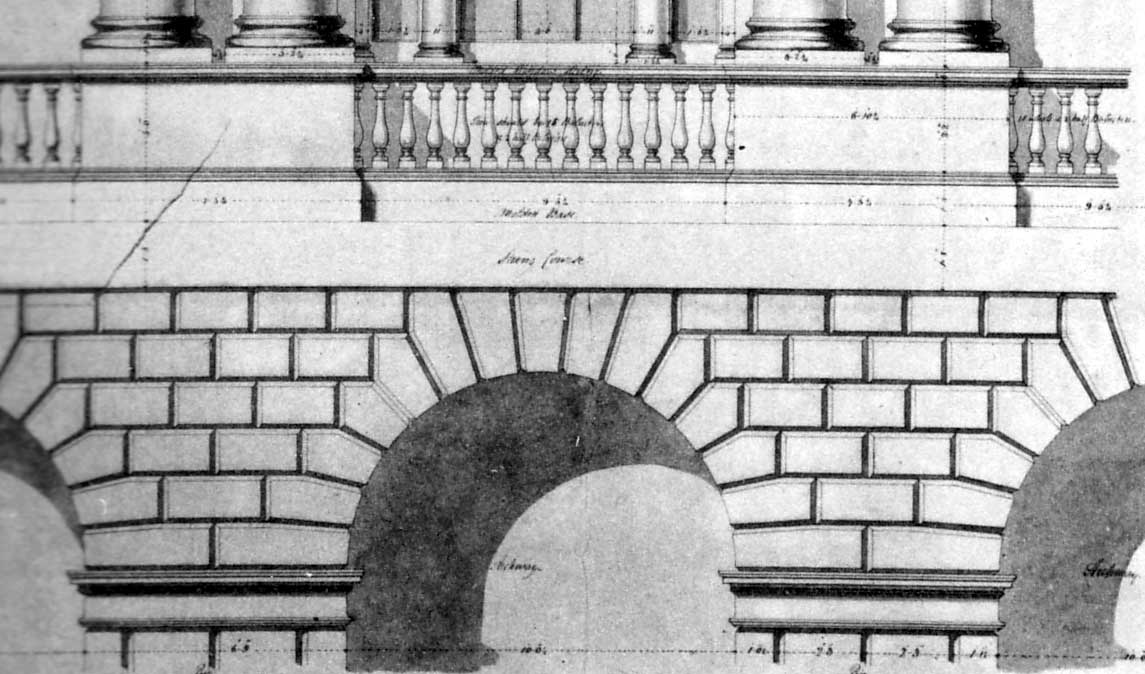
オールドカレッジ前門図
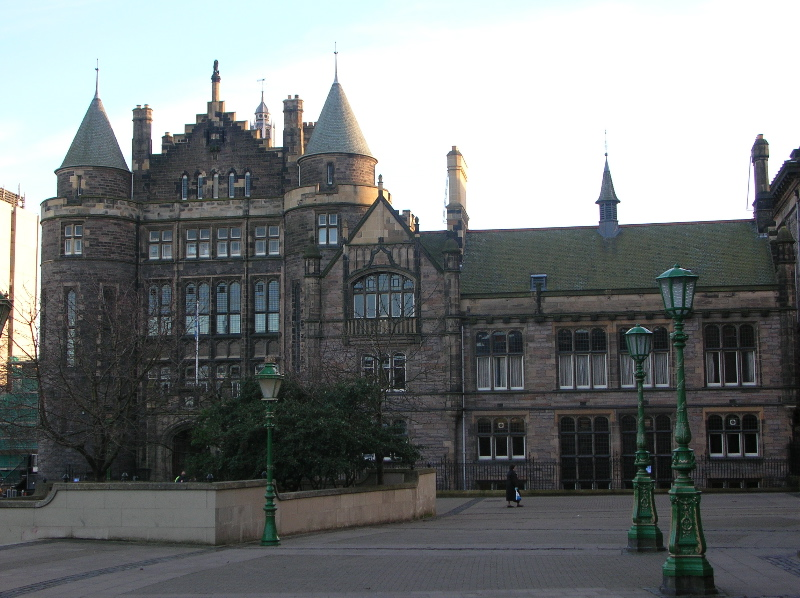
テヴィオット・ロー・ハウス
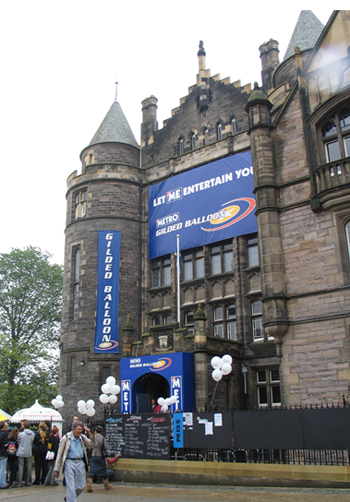
テヴィオット・ロー・ハウス
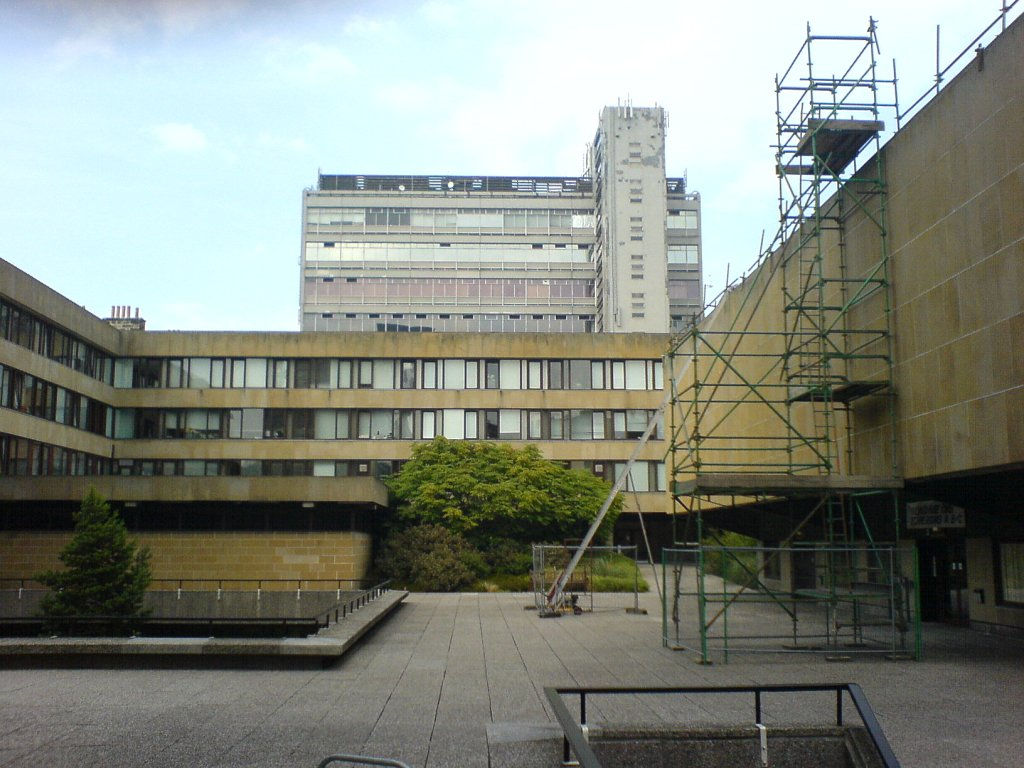
アップルトン・タワー
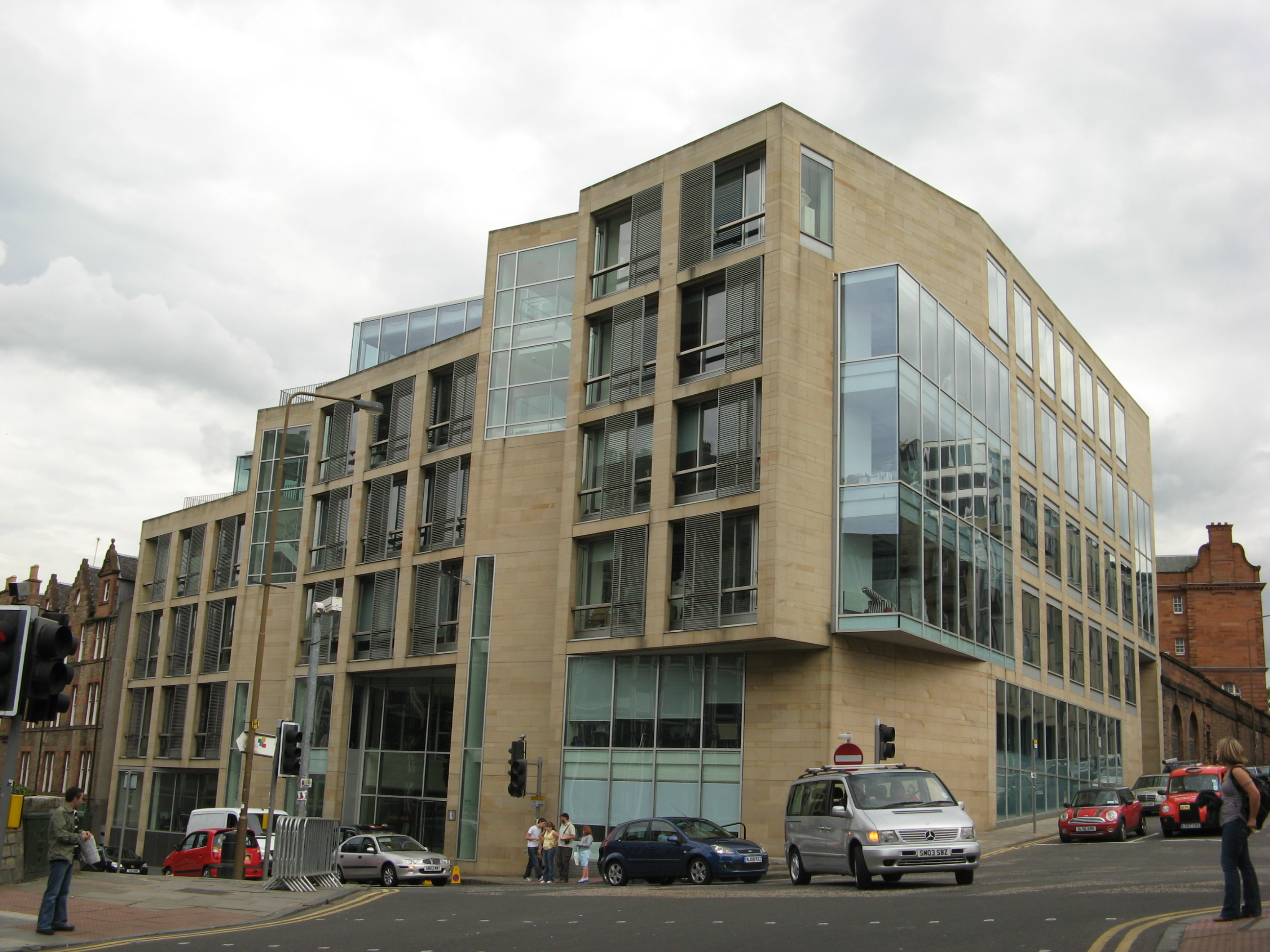
Evolution House, エディンバラ・カレッジ・オブ・アート
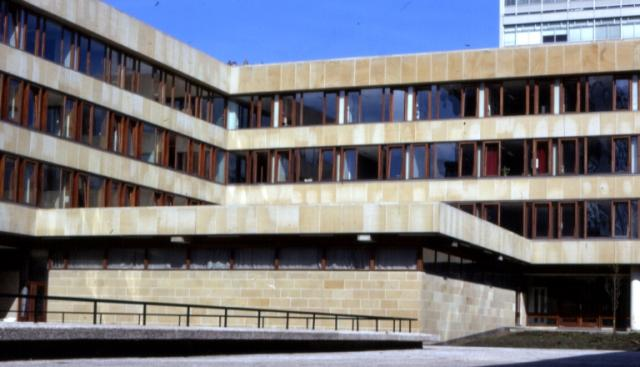
The William Robertson Building
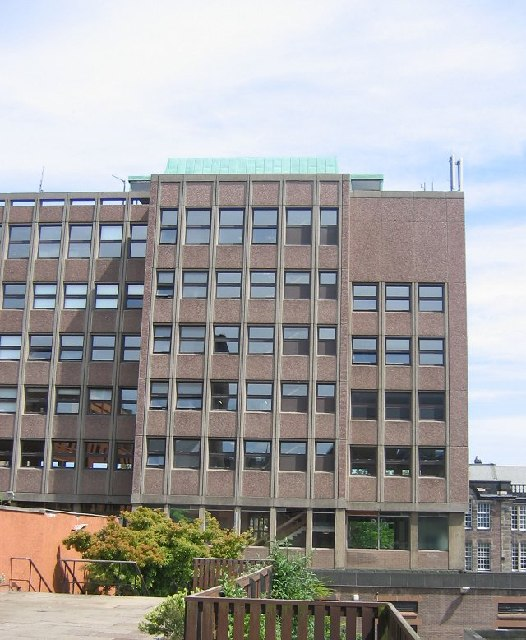
Moray House (School of Education)
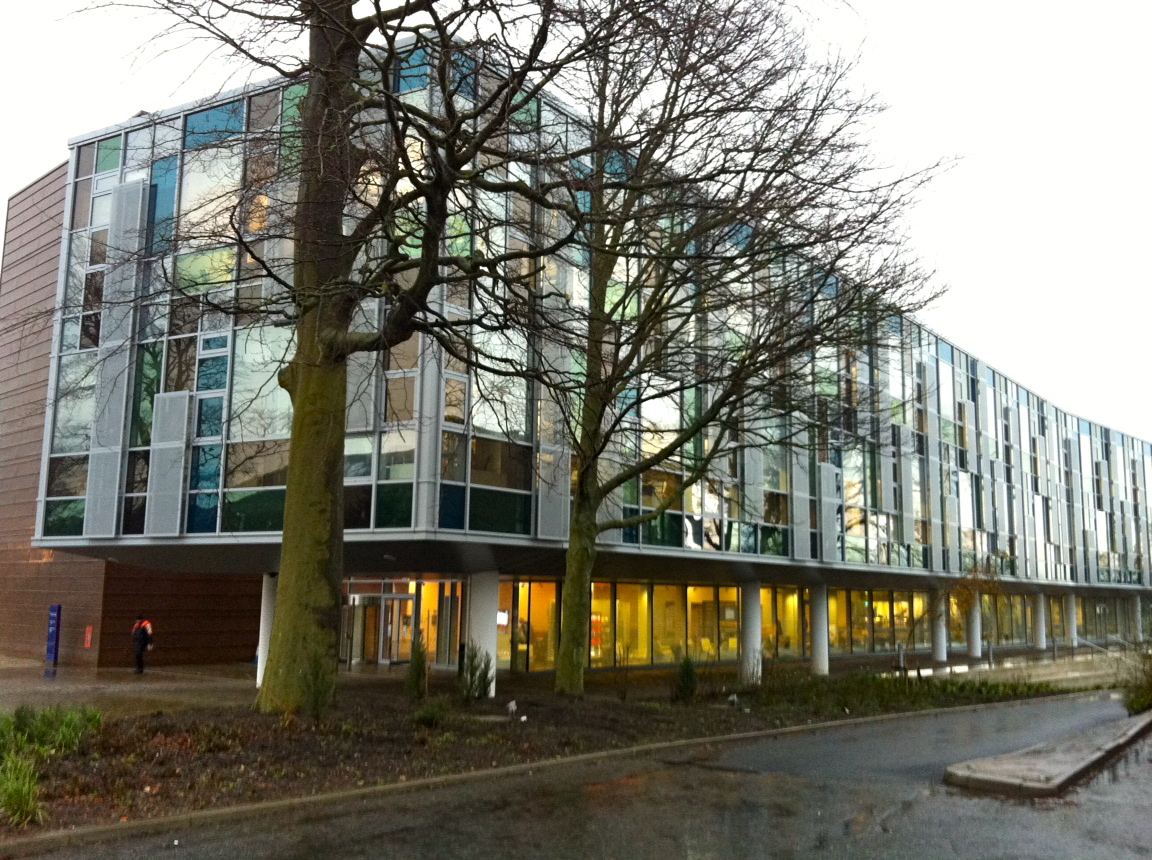
The Roslin Institute
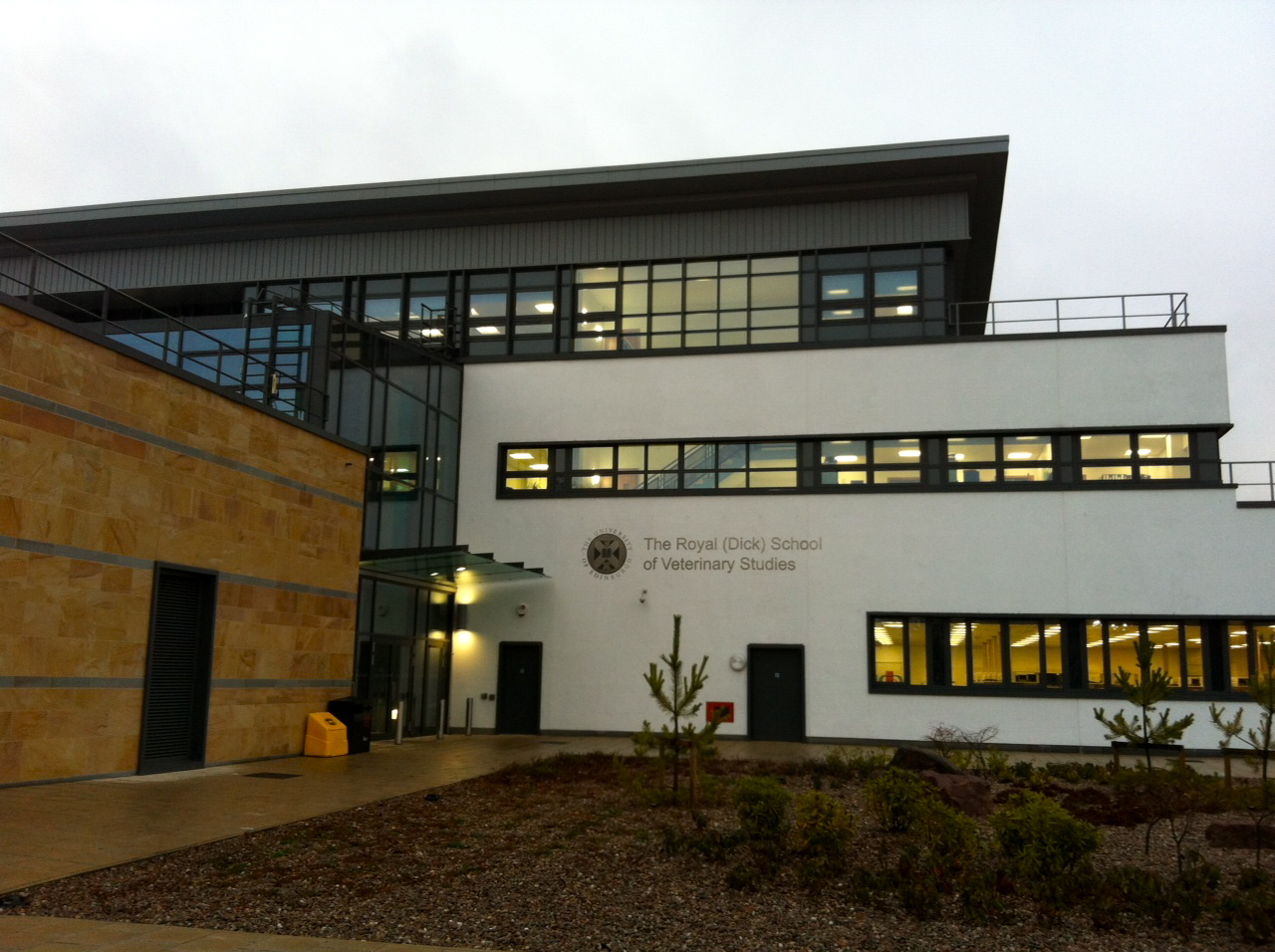
The Royal (Dick) School of Veterinary Studies
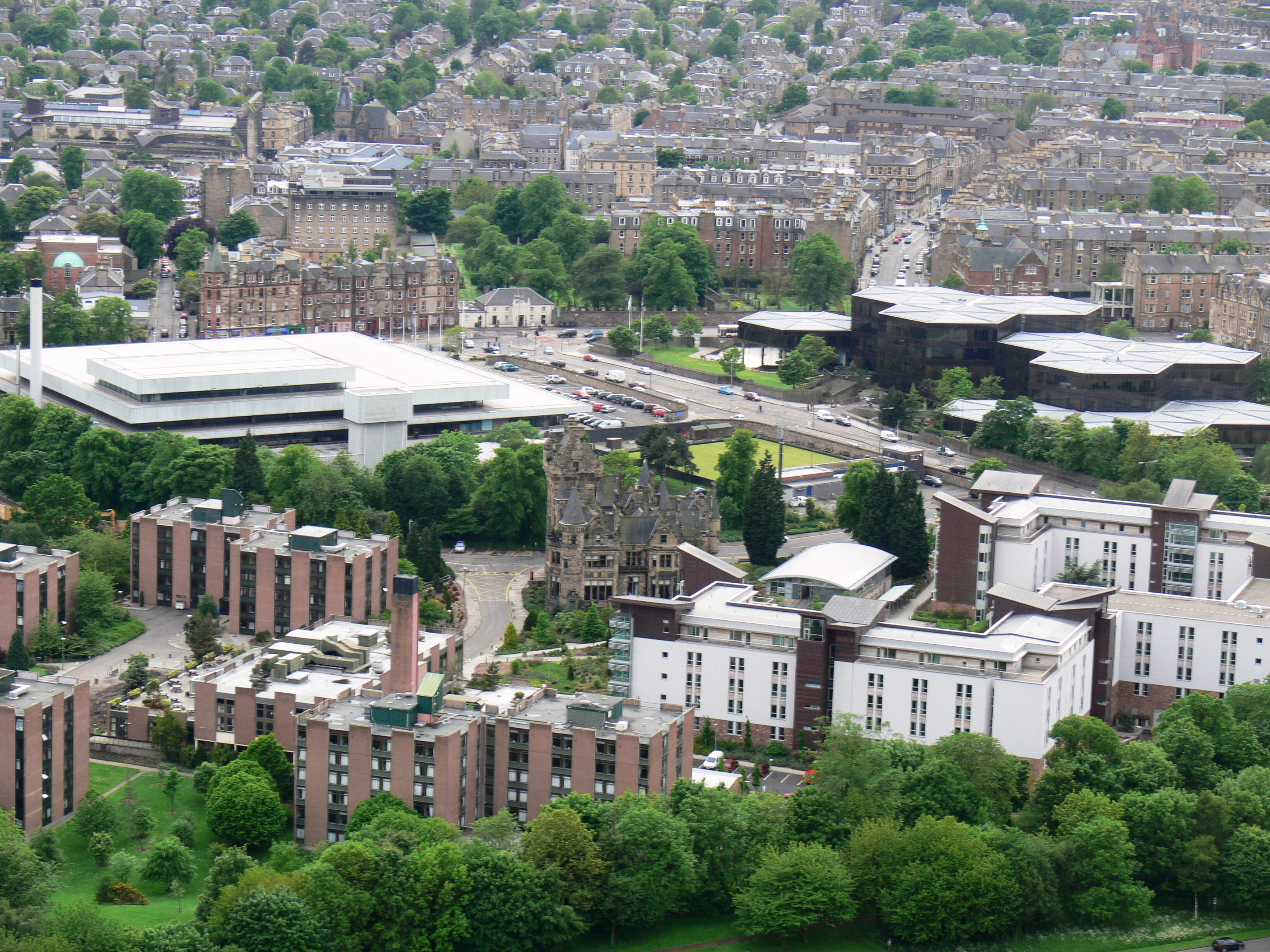
ポロック大学寮遠景
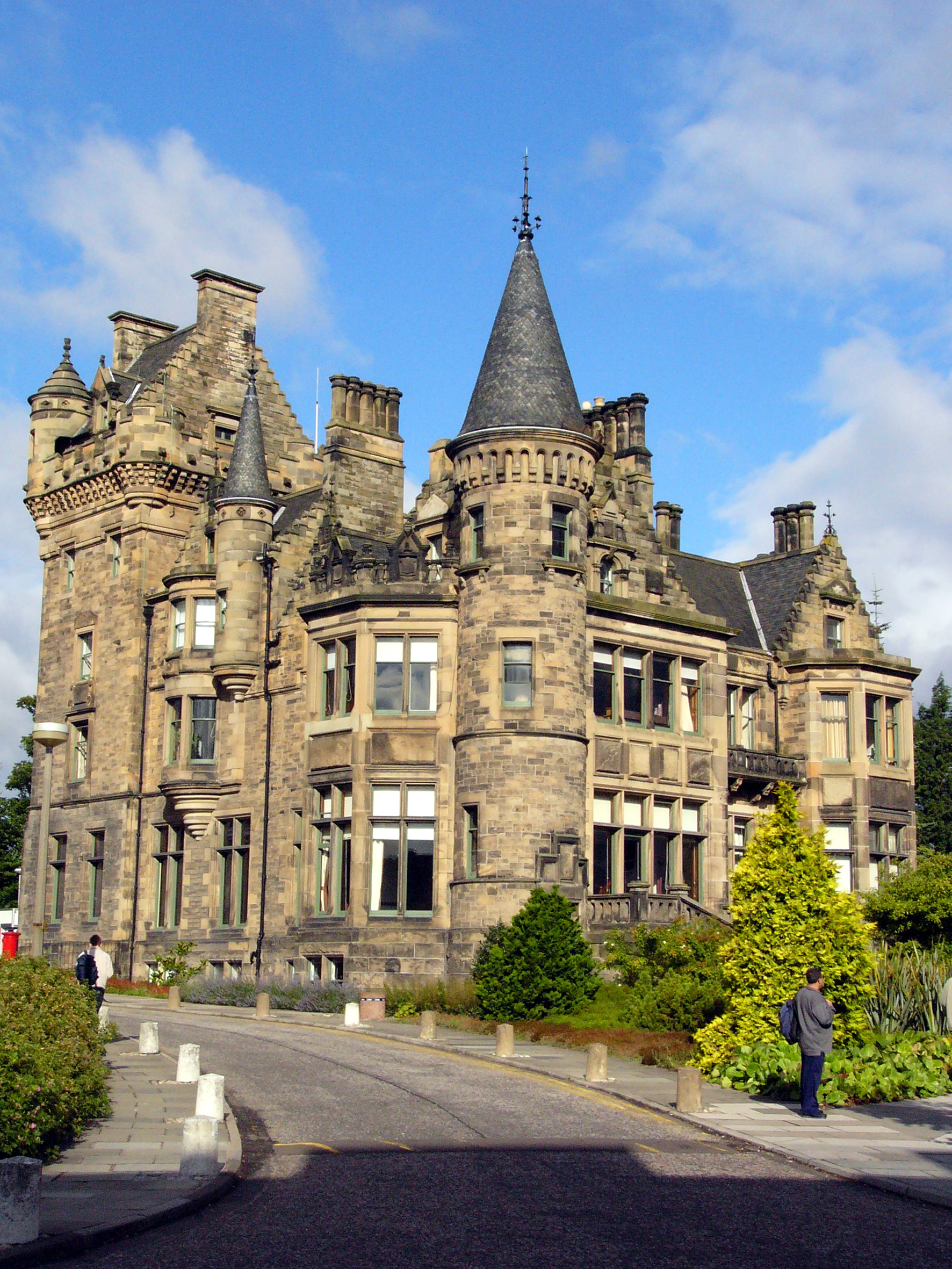
ポロック大学寮

## その他
- 米国のアイビー・リーグの名門大学のひとつ、ペンシルベニア大学はエディンバラ大学と歴史的に強い関係を有しており、ペンシルベニア大学の医学部はエディンバラ大学のものをモデルにしたとされている。
- カナダのマギル大学はエディンバラ大学と歴史的に長い関係を保っており、マギル大学の医学部はエディンバラ大学の医学研究者により創立された。
- カナダのクイーンズ大学はエディンバラ大学をモデルに創立されたと言われている。